# 금위영천
금위영천(禁衛營川)은 회동천으로 흘러드는 하천으로, 현재는 복개되었다. 준천사실에는 금위영(禁衛營)으로 적혀 있고, 한경지략과 동국여지비고에는 누락되어 있다.
1421년에 회동천의 물길을 종로의 북쪽에서 동쪽으로 선회하여 옥류천의 이교(二橋) 부근으로 합수하도록 바꾸면서, 회동천에 흘러들게 되었다. 북영천과 돈화문로를 사이에 두고 서쪽에 있다. 돈화문로11나길은 금위영천의 흔적이다.